# Gihehe
Gihehe är ett vattendrag i Burundi. Det ligger i den centrala delen av landet, 90 kilometer öster om huvudstaden Bujumbura.
Omgivningarna runt Gihehe är en mosaik av jordbruksmark och naturlig växtlighet. Runt Gihehe är det ganska tätbefolkat, med 185 invånare per kvadratkilometer.